# Music Bank World Tour
Music Bank World Tour es una gira mundial de conciertos en vivo organizado por el programa de música de Corea del Sur, Music Bank, de la empresa de difusión pública KBS. La gira presenta actuaciones en vivo de diversas agrupaciones y cantantes solistas de K-pop, en distintas ciudades del mundo fuera de Corea del Sur. Desde julio de 2011, el Music Bank World Tour se ha llevado a cabo en múltiples ciudades de Asia, Europa y América Latina, con una audiencia global estimada en vivo de 200.000 personas por concierto.

## Antecedentes
El Music Bank de la Korean Broadcasting System (KBS) es uno de los programas musicales más populares de Corea del Sur. Se transmite en vivo a través del canal coreano KBS 2TV a nivel nacional desde 1998, y está disponible a nivel mundial con subtítulos en KBS World, además de su transmisión por el canal oficial de YouTube. Es una de las fuerzas impulsoras más importantes detrás del auge del pop en Corea del Sur y cuenta con una base constante de fanáticos en todo el mundo, ya que sigue siendo el más accesible de los principales programas de televisión de K-pop.
La primera versión del festival se realizó el 13 de julio de 2011 en el Tokyo Dome en la capital de Japón, con la presentación de trece artistas distintos sobre el escenario, entre solistas y grupos masculinos y femeninos de K-pop.
Después de un paréntesis de dos años luego de la presentación en Vietnam el 2015, la gira se reinició en 2017 en Singapur e Indonesia como paradas. Además, a partir de ese año el concierto fue empezado a ser presentado por una pareja de anfitriones, entre los que destacan el actor Park Bo-gum, Irene del grupo Red Velvet y Dahyun y Jeongyeon, ambas del grupo Twice.

## Ediciones
| Edición | Año  | Fecha            | Lugar                    | Recinto                                               | Anfitrión(es)           | Ref.   |
| ------- | ---- | ---------------- | ------------------------ | ----------------------------------------------------- | ----------------------- | ------ |
| 1.ª     | 2011 | 13 de julio      | Tokio, Japón             | Tokyo Dome                                            | s/a                     | [ 4 ]  |
| 2.ª     | 2012 | 8 de febrero     | París, Francia           | AccorHotels Arena                                     | s/a                     | [ 5 ]  |
| 3.ª     | 2012 | 23 de junio      | Hong Kong, China         | AsiaWorld-Arena                                       | s/a                     | [ 6 ]  |
| 4.ª     | 2012 | 2 de noviembre   | Viña del Mar, Chile      | Anfiteatro de la Quinta Vergara                       | s/a                     | [ 7 ]  |
| 5.ª     | 2013 | 9 de marzo       | Yakarta, Indonesia       | Estadio Gelora Bung Karno                             | s/a                     | [ 8 ]  |
| 6.ª     | 2013 | 7 de septiembre  | Estambul, Turquía        | Ülker Sports Arena                                    | s/a                     | [ 9 ]  |
| 7.ª     | 2014 | 7 de junio       | Río de Janeiro, Brasil   | Jeunesse Arena                                        | s/a                     | [ 10 ] |
| 8.ª     | 2014 | 30 de octubre    | Ciudad de México, México | Arena Ciudad de México                                | s/a                     | [ 11 ] |
| 9.ª     | 2015 | 28 de marzo      | Hanói, Vietnam           | Estadio Nacional Mỹ Đình                              | s/a                     | [ 12 ] |
| 10.ª    | 2017 | 4 de agosto      | Singapur, Singapur       | Suntec Singapur Centro de Convenciones y Exposiciones | Park Bo-gum, Irene      | [ 13 ] |
| 11.ª    | 2017 | 2 de septiembre  | Yakarta, Indonesia       | Jakarta International Expo                            | Park Bo-gum, Irene      | [ 14 ] |
| 12.ª    | 2018 | 23 de marzo      | Santiago, Chile          | Movistar Arena                                        | Park Bo-gum, Jeongyeon  | [ 15 ] |
| 13.ª    | 2018 | 15 de septiembre | Berlín, Alemania         | Max-Schmeling-Halle                                   | Park Bo-gum, Jeon So-mi | [ 16 ] |
| 14.ª    | 2019 | 19 de enero      | Hong Kong, China         | AsiaWorld-Arena                                       | Park Bo-gum, Dahyun     | [ 17 ] |
| 15.ª    | 2022 | 12 de noviembre  | Santiago, Chile          | Estadio Monumental                                    | Rowoon, Princesa Alba   |        |
| 16.ª    | 2023 | 8 de abril       | París, Francia           | Paris La Défense Arena                                | Park Bo-gum             | [ 18 ] |
| 17.ª    | 2023 | 22 de octubre    | Ciudad de México, México | Palacio de los Deportes (México)                      | Park Bo-gum             | [ 19 ] |
| 18.ª    | 2024 | 20 de abril      | Amberes, Bélgica         | Sportpaleis                                           | Park Bo-gum             | [ 20 ] |
| 19.ª    | 2024 | 12 de octubre    | Madrid, España           | Auditorio Miguel Ríos de Rivas Vaciamadrid            | Park Bo-gum             |        |

## Artistas invitados
| 1.ª edición - Tokio 2011 |
| --- |
| 2PM • 4Minute • Baek Ji-young • BEAST • Girls' Generation • Infinite • Kara • Park Hyun-bin • Rainbow • RaNia • Secret • TVXQ • U-KISS |
| 2.ª edición - París 2012 |
| 2PM • 4Minute • BEAST • Girls' Generation • SHINee • Sistar • T-ara • U-KISS                                                           |
| 3.ª edición - Hong Kong 2012 |
| BEAST • CNBLUE • F(x) • Infinite • IU • MBLAQ • TVXQ • Wonder Girls                                                                    |
| 4.ª edición - Viña del Mar 2012 |
| After School • CNBLUE • Davichi • MBLAQ • RaNia • Super Junior                                                                         |
| 5.ª edición - Yakarta 2013 |
| 2PM • BEAST • Eru • Infinite • SHINee • Sistar • Super Junior • Teen Top                                                               |
| 6.ª edición - Estambul 2013 |
| Ailee • BEAST • F.T. Island • MBLAQ • Miss A • Super Junior                                                                            |
| 7.ª edición - Río de Janeiro 2014 |
| Ailee • B.A.P • CNBLUE • Infinite • MBLAQ • M.I.B • SHINee                                                                             |
| 8.ª edición - Ciudad de México 2014 |
| Ailee • B.A.P • BEAST • BTS • EXO-K • Girl's Day • Infinite                                                                            |
| 9.ª edición - Hanói 2015 |
| A Pink • Block B • EXO • Got7 • SHINee • Sistar • Teen Top                                                                             |
| 10.ª edición - Singapur 2017 |
| BTS • CNBLUE • Mamamoo • Red Velvet • SHINee                                                                                           |
| 11.ª edición - Yakarta 2017 |
| Astro • B.A.P • EXO • GFriend • NCT 127                                                                                                |
| 12.ª edición - Santiago 2018 |
| B.A.P • Lee Tae-min • SF9 • Twice • VIXX • Wanna One                                                                                   |
| 13.ª edición - Berlín 2018 |
| EXO • (G)I-dle • Lee Tae-min • Somi • Stray Kids • Wanna One                                                                           |
| 14.ª edición - Hong Kong 2019 |
| Ailee • F.T. Island • Monsta X • NU'EST W • Seventeen • Twice                                                                          |
| 15.ª edición - Santiago 2022 |
| Ateez • (G)I-dle • NCT Dream • StayC • The Boyz • TXT                                                                                  |
| 16.ª edición - París 2023 |
| Nmixx • IVE • The Boyz • Mamamoo • AB6IX • Enhypen • Stray Kids                                                                        |
| 17.ª edición - Ciudad de México 2023                                                                                                   |
| StayC • The New Six • AB6IX • NewJeans • Itzy •                                                                                        |
| 18.ª edición - Amberes 2024 |
| Riize • Zerobaseone • Oneus • StayC • (G)I-dle • TXT                                                                                   |
| 19.ª edición - Madrid 2024 |
| Aespa • BoyNextDoor • Enhypen • Kiss of Life • Mamamoo+ • Nmixx • P1harmony • Riize                                                    |